# Frédéric Jardin
Pour les articles homonymes, voir Jardin (homonymie).
Frédéric Jardin est un réalisateur et scénariste français né le 24 mai 1968 à Neuilly-sur-Seine. Il est le fils de Pascal Jardin et le frère d'Alexandre.

## Biographie
Frédéric Jardin né le 24 mai 1968 à Neuilly-sur-Seine, Frédéric Jardin se forme sur les plateaux en devenant assistant réalisateur et en tournant des courts métrages en Super 8. Il réalise son premier long en 1994, La Folie douce dans lequel joue son ami Edouard Baer.

## Filmographie

### Réalisateur et scénariste
- 1994 : La Folie douce
- 2000 : Les Frères Sœur
- 2002 : Cravate Club
- 2011 : Nuit blanche

### Réalisateur
- 2014 : Braquo (saisons 3 et 4)
- 2014 : Engrenages (saisons 5, 6 et 7)
- 2021 : Alger confidentiel (mini-série)
- 2024 : Survivre

### Scénariste
- 2004 : À boire de Marion Vernoux
- 2016 : À fond de Nicolas Benamou

### Assistant réalisateur
- 1991 : Allemagne année 90 neuf zéro de Jean-Luc Godard
- 1992 : Amoureuse de Jacques Doillon
- 1992 : Un cœur en hiver de Claude Sautet